# Anjidiv Island
Anjidiv Island är en ö i Indien.   Den ligger i delstaten Karnataka, i den sydvästra delen av landet, 1 600 km söder om huvudstaden New Delhi. Arean är 1,5 kvadratkilometer.
Terrängen på Anjidiv Island är lite kuperad. Öns högsta punkt är 59 meter över havet. Den sträcker sig 0,9 kilometer i nord-sydlig riktning, och 1,3 kilometer i öst-västlig riktning.